# Gathynia fasciaria
Gathynia fasciaria är en fjärilsart som beskrevs av John Henry Leech 1897. Gathynia fasciaria ingår i släktet Gathynia och familjen Uraniidae. Inga underarter finns listade i Catalogue of Life.